# Ржевский мемориал
Ржевский мемориал Советскому Солдату — мемориальный комплекс, посвящённый памяти советских солдат, павших в боях подо Ржевом в 1942—1943 годах в ходе Великой Отечественной войны. Возведён на месте ожесточённых боёв Ржевско-Вяземской операции по инициативе ветеранов ВОВ Российским военно-историческим обществом при поддержке Союзного государства, Министерства культуры РФ, правительства Тверской области и Музея Победы. Открыт 30 июня 2020 года.

## Строение и символизм
Центральной частью мемориала является колоссальная статуя советского солдата высотою 25 м. Она помещена на вершине восьмигранного 10-метрового искусственного холма. Молодой воин стоит в гимнастёрке и развевающейся за спиной плащ-палатке, которая полностью окутывает его снизу, переходя в разлетающуюся стаю 35 журавлей. Птицы закрывают собой опорные металлические конструкции. Таким образом создаётся эффект парения статуи в воздухе. Руки солдата опущены, в правой он держит ППШ. Его голова повёрнута вполоборота налево и склонена, он смотрит мимо посетителей мемориала, стоящих перед статуей. Лицо солдата умиротворённое, задумчивое и отрешённое.
Образ растворяющегося в стае птиц солдата берёт своё начало от стихотворения «Журавли» Расула Гамзатова, ставшего культовым благодаря его переложению на музыку Яном Френкелем:
Мне кажется порою, что солдаты,
С кровавых не пришедшие полей,
Не в землю эту полегли когда-то,
А превратились в белых журавлей
Первым источником вдохновения стало стихотворение «Я убит подо Ржевом» Александра Твардовского. Другим источником вдохновения стал фильм «Баллада о солдате» Григория Чухрая, в котором есть сцена вернувшегося с войны без ног солдата: он идёт на костылях, а подол его плаща развевается так, что кажется что воин возносится в небеса.
Искусствоведы называют прообразами ржевского монумента мемориальные комплексы «Воин-освободитель» в Трептов-парке, Мамаев курган и Алёшей в Пловдиве. Это следование советской монументальной традиции социалистического реализма задаёт памятнику героический мотив. С другой стороны, «растворяющаяся в воздухе», парящая статуя является постмодернистским высказыванием. Оно привносит в образ солдата доминирующий трагический мотив. Таким образом монумент соединяет в себе две традиции памяти о войне.
В переднюю, южную грань холма врезана ниша, в которую помещена наклонённая чёрная мраморная плита. На ней по центру расположен бронзовый барельеф в виде советской пятиконечной звезды, окружённой лавровым венком, под которым позолоченными буквами нанесены строки из стихотворения «Я убит подо Ржевом» Александра Твардовского: «Мы за Родину пали, Но она — спасена». Внизу плиты располагается ступенька для возложения цветов.
Перед центральным холмом сделана ещё одна насыпь высотой до 6 метров, сквозь которую к мемориалу коридором прорезана 55-метровая аллея — инсталляция «Осколки». Её зигзагообразно изломанные стены облицованы гранитом и имитируют окопы, поверх которых смонтированы покрытые искусственной ржавчиной металлические панели. На них сквозной резьбой нанесено более 17 тысяч фамилий павших в ходе Ржевской битвы, а также портреты солдат.
Мемориальный комплекс имеет световое и звуковое оформление.
С восточной стороны холма построен музейно-выставочный павильон. Он оснащен мультимедийным оборудованием, с помощью которого посетители могут ознакомиться с фотографиями, фронтовыми письмами, рассказами, воспоминаниями участников Ржевской битвы. Особенностью павильона является стеклянный пол, через который можно увидеть оружие, каски, гильзы, снаряды, гранаты, солдатский противогаз, пробитый десятью пулями сразу и другие артефакты. Экспонаты найдены поисковыми экспедициями на местах боев.
Местом установки мемориала был выбран участок у трассы М-9 «Москва — Рига» около одного из поворотов на Ржев.
|                                                                                        |      |                                            |                                            |                                               |
| Церемония открытия. Выступление президентов. Справа виден музейно-выставочный павильон | Воин | Панели аллеи с именами и портретами солдат | Аллея с ночной подсветкой. Вид с памятника | Церемония открытия. Проход процессии по аллее |

## История создания
20 апреля 2017 года на заседании Российского организационного комитета «Победа» в Кремле, был рассмотрен ряд вопросов, касающихся противостоянию искажению исторических фактов о Великой Отечественной войне и историко-патриотического воспитания молодёжи. По итогам заседания было решено Министерству культуры, Министерству иностранных дел и Россотрудничеству оказывать помощь Российскому военно-историческому обществу (РВИО) в установке памятников и мемориалов.
На очередном заседании 6 июня 2017 года в «Музее военной формы» РВИО была поднята тема празднования 75-летия Победы в Великой Отечественной войне. По многочисленным просьбам ветеранов было принято решение создать во Ржеве памятник советскому солдату. Также было определено место возведения будущего мемориала — поворот с трассы на деревню Хорошево Ржевского района. Рассчитан бюджет создания Ржевского мемориала, который составил около 650 млн рублей. 200 млн рублей было выделено из бюджета Союзного государства Постоянным комитетом Союзного государства, остальную сумму было решено собирать народными пожертвованиями. Комплекс должен был стать самым масштабным мемориалом в России.
1 августа 2017 года был объявлен открытый для всех международных творческих коллективов конкурс по созданию проекта Ржевского мемориала. Отобрано 13 проектов участников из России и Белоруссии, которые были представлены на выставке в Музее Победы на Поклонной горе 14 декабря 2017 года. На открытом заседании комитет отобрал 3 лучшие работы, однако ни один из проектов не был единогласно поддержан жюри и Организационный комитет принял решение продлить конкурс до 1 апреля 2018 года.
В первых числах мая 2018 года комиссия, в состав которой входили Владимир Мединский, Григорий Рапота и Андрей Белоцерковский, подвела итог творческого состязания и уже из 19 проектов выбрала три лучшие работы. Победу одержала работа «Я убит подо Ржевом», также участвовавшего в первом этапе конкурса — тандема скульптора Андрея Коробцова из Белгорода и архитектора Константина Фомина из Электростали под общим руководством Андрея Кончаловского. Все участники, занявшие призовые места, были награждены денежными премиями.
На рабочей встрече Президента Российской Федерации В. В. Путина с Владимиром Мединским 7 ноября 2018 года Мединский рассказал об общественной инициативе по возведению памятника советскому солдату, защитившему Родину и сдержавшему немецкую группу армий «Центр». Путин одобрил это решение. На месте будущего мемориала 12 ноября 2018 года был установлен закладной камень, оформленный в виде пятиконечной звезды с цифрами «1942—1943». На плите со следами осколков от пуль и снарядов нанесена надпись: «Здесь будет мемориал советскому солдату. В память о тех, кто погиб подо Ржевом».
Роза ветров района установки мемориала показала, что создаётся ветровая нагрузка на скульптуру и каркас. Для её расчёта была выполнена уменьшенная копия скульптуры с использованием 3D-технологий. Прототип скульптуры высотой 2 метра сканировался 3D-сканером, затем данные собирались в специальной программе, и после готовую модель подготовили к 3D-печати. Уменьшенную копию затем продули в аэродинамической трубе ЦАГИ.
Константин Фомин опытным путём определил размер скульптуры: на месте возведения поднимал краном макет на различную высоту, тем самым подгоняя размер скульптуры под масштабы местности. В мастерской Коробцова и Фомина началась работа. По подходящим эскизам, которых было более 80, создана детально проработанная гипсовая модель солдата высотой 2,5 метра, после чего авторы приступили к лепке полномасштабной фигуры из 100 тонн голубой кембрийской глины.
На месте возведения сапёры провели разминирование, найдя около полутысячи опасных объектов. Ежегодной международной поисковой экспедицией «Ржев. Калининский фронт» был проведён поиск останков солдат. Затем было проведено шурфование участка для определения вида грунта.
После одобрения проекта мемориала Правительством РФ, 6 июня 2019 года началась работа на подготовленной строительной площадке. На месте строительства, где располагалось болото, с целью укрепления грунта было забито более 1000 свай, залит ростверк, насыпан восьмигранный курган. 28 октября 2019 года установлен 30-тонный центральный каркас, изготовленный в цехах Белэнергомаша и предназначенный для монтажа памятника.
С 21 августа по 20 декабря 2019 года производилась отливка центральной скульптуры. Вылепленную глиняную фигуру формовали и разделили на более чем 600 частей; каждую часть по отдельности отлили из 80 тонн специальной бронзы в Солнечногорской литейной мастерской скульптора Александра Рукавишникова. Каждая такая часть весила в среднем 50—100 кг. Параллельно в мастерской эти части с использованием аргона сваривали снаружи, а изнутри скрепляли болтами. Таким образом собирались крупные фрагменты скульптуры, затем ещё раз разделялись на части поменьше для удобства транспортировки и монтажа. Так, часть скульптуры — кисть с автоматом ППШ образца 1941 года — имела длину 9 метров и массу около 2,5 тонн. На сварку частей ушло около 30 км бронзовой проволоки.
С 28 ноября 2019 года на строительную площадку начали завозить фрагменты скульптуры: голова, плечи, торс, пояс. Именно в таком порядке производился монтаж будущего памятника — сверху вниз, начиная с плеч. Рядом со скульптурой проводилось строительство павильона музея. В то же время на металлообрабатывающем заводе «Синергия» в Санкт-Петербурге приступили к производству панелей из листов кортеновской стали размером 6 на 2,5 метра с нанесением методом лазерной резки фотографий и имен погибших в сражениях подо Ржевом солдат.
30 января 2020 года завершилась установка центральной фигуры на несущий каркас, была установлена голова воина. Монумент скрыли строительными лесами, после чего началась работа по установке нижнего яруса бронзовых журавлей, зачистке швов, тонировке, консервации цвета и полировке. Скульптура была оставлена скрытой лесами до момента открытия мемориала. 23 апреля 2020 года работы над мемориалом были полностью окончены. Завершены были работы и по наполнению музейной экспозиции.
Весной 2020 года были выпущены в обращение памятные монеты номиналом 3 рубля и почтовые марки с изображением мемориала. В день празднования Победы 2020 года на улице 9 мая в Скопье при участии МИД России и РВИО была открыта стела в основу которой легло изображение скульптуры солдата Ржевского мемориала советскому солдату.
Открытие мемориального комплекса должно было состояться 9 мая 2020 года, в день 75-й годовщины Победы в Великой Отечественной войне, но из-за распространения COVID-19 церемония была перенесена на 22 июня 2020 года — день памяти и скорби. Позже открытие перенесли на 30 июня 2020 года. Мемориал торжественно открыт с участием президента Российской Федерации Владимира Путина и президента Республики Беларусь Александра Лукашенко.
9 декабря 2020 года проект Ржевского мемориала одержал победу в первой Национальной премии «Победа» в номинации «Проект года».
По подсчётам местных властей, за год с момента открытия памятное место посетили более 2 миллионов человек.
- Выгрузка 9-метрового ППШ на строительной площадке
- Изготовление панелей из кортеновской стали с именами бойцов
- Преображенский полк перед началом открытия мемориала
- Памятная серебряная монета 3 рубля 2020 г.
- Почтовая марка 2020 г.
- Купюра 100 рублей 2022 года

## Критика
На первых этапах было много претензий к форме одежды воина. Одежда на нем была неузнаваемой и напоминала пальто или немецкую шинель. В итоге заменено на плащ-палатку и гимнастёрку. Были разногласия по оружию, выбор между винтовкой Мосина или ППШ. Из-за критических замечаний итоговый памятник несколько отличается от первоначального проекта.
На открывшийся памятник общественные реакции оказались разнообразными. Положительно высказались известные люди. Ещё на этапе строительства поддержали необходимость такого памятника российский режиссёр Никита Михалков, пианист-виртуоз Денис Мацуев, актёр Василий Лановой, общественный деятель Сергей Шаргунов. Положительные комментарии о мемориале оставили российский политолог и историк Сергей Пантелеев, руководитель диплома Андрея Коробцова народный художник России Салават Щербаков, ярославский краевед Ян Левин.
Были и негативные реакции. В одном материале издания «Медуза» о Ржевском мемориале журналисты сравнили памятник с дементором — стражником тюрьмы для волшебников из серии книг о Гарри Поттере. На радиостанции «Эхо Москвы» в одном из выпусков еженедельной программы «Невзоровские среды» репортёр Александр Невзоров заявил, «что памятник, конечно, „Мулен Руж“ в чистом виде. Монумент изображает сталинского солдата мужского пола, но почему-то в рваной юбке из перьев». Не понравился мемориал и российскому философу Льву Балашову. По его мнению «такой памятник не для слабонервных», а выглядит как «из фильмов ужасов, прямо-таки зомби-памятник».
Российский искусствовед Кирилл Алексеев дал развернутый анализ изданию «Медуза», по его мнению «Фигура без опоры вызывает тревогу», а мемориал «получился сюрреалистический и пугающий монумент». Также отметил: «Я не вижу темы войны. Скорее, это саморефлексия памятника о войне: „Кто я? Зачем я?“».

## Транспорт
6 мая 2021 года был открыт остановочный пункт Октябрьской железной дороги Ржевский мемориал и запущен прямой рейс скоростного поезда «Ласточка» с Рижского вокзала Москвы до Ржевского мемориала; прежде до памятного места нужно было добираться значительно дольше с несколькими пересадками. От новой железнодорожной платформы до мемориального комплекса регулярно ходят городские автобусы.
Ожидается электрификация ветки.
В мае 2025 года зампред правительства Марат Хуснуллин объявил о завершении масштабных ремонтных работ на федеральной трассе М-9 «Балтия». Специально к 80-летию Победы в Великой Отечественной войне дорога по всему маршруту от Москвы до Ржевского мемориала Советскому солдату, как места всеобщего притяжения, была расширена до четырёх и более полос движения.

«Ржевский мемориал — важнейший символ Великой Победы нашей страны, самоотверженности, храбрости солдат Советской армии. Сегодня этот мемориал является местом всеобщего притяжения. С 2020 года он привлёк уже около 5 миллионов посетителей. Безусловно, маршрут к мемориалу должен быть максимально удобным, безопасным и комфортным»
— Марат Хуснуллин